# Forêt de Bologhine
La forêt de Bologhine est une forêt située à Bologhine dans la wilaya d'Alger. Cette forêt est gérée par la Conservation des forêts d'Alger sous la tutelle de la Direction générale des forêts (DGF).

## Localisation
La forêt de Bologhine est située à 12 kilomètres à l'ouest d'Alger, à 62 kilomètres à l'est de Tipaza et à 3 kilomètres de la Mer Méditerranée. Elle est localisée dans la commune de Bologhine dans la Mitidja de la Basse Kabylie.

## Présentation

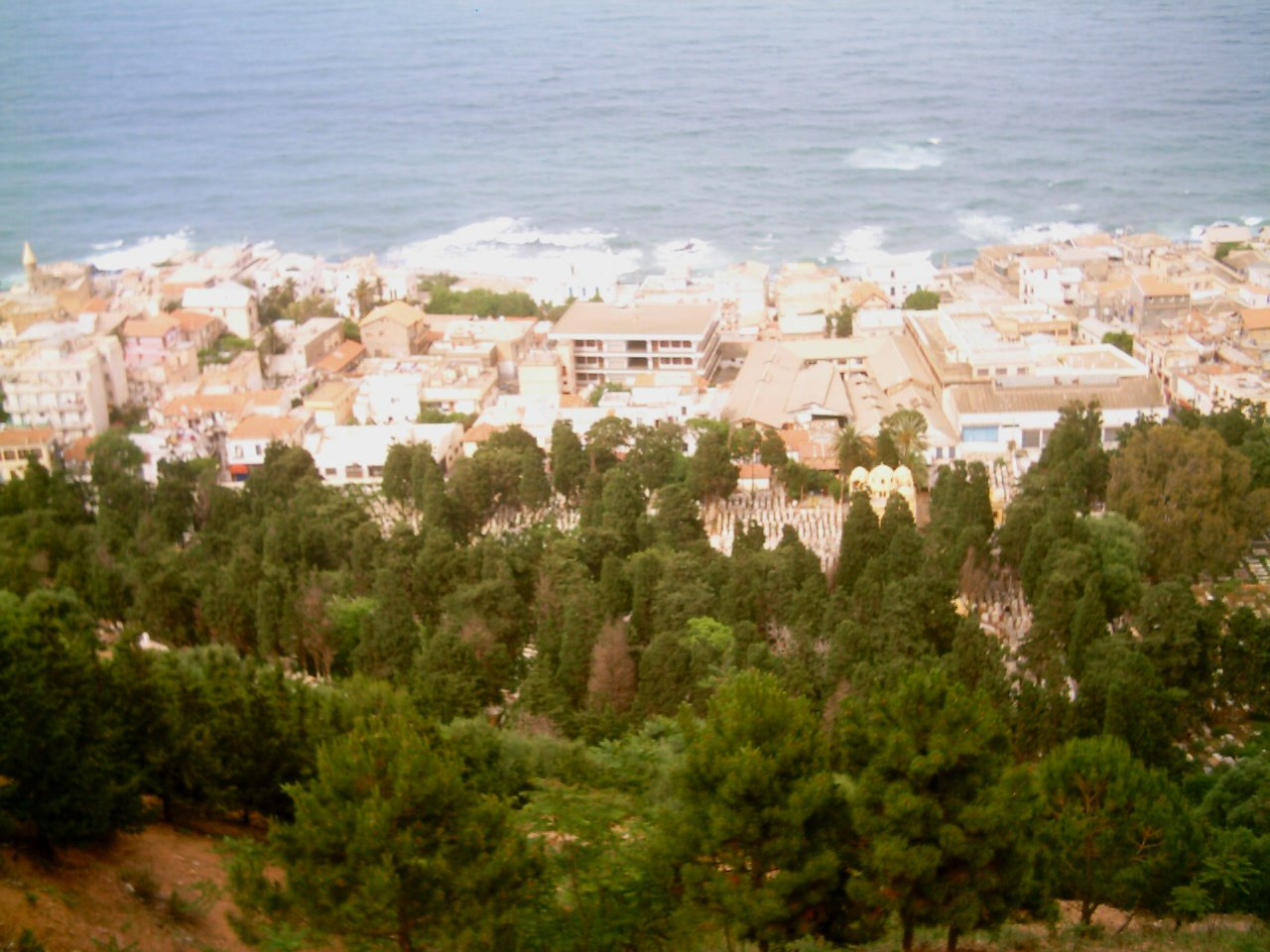
Vue sur la Méditerranée de la forêt de Bologhine.

La forêt de Bologhine est régie par le décret no 84-45 du 18 février 1984, modifié et complété par le décret no 07-231 du 30 juillet 2007. L'urbanisation galopante et les bidonvilles ont contribué à son morcellement et à sa déforestation. La déforestation a réduit sa surface à des parcelles de quelques hectares. Moins de 40 % de la superficie initiale reste boisé en petites enclaves forestières alors que le reste de l'aire est urbanisé.
Ces bois forestiers enclavés sont :
- Le "bois du Puits des Zouaves", d'une surface de 32 hectares, est situé à l'ouest du périmètre historique de cette forêt.
- Le "bois de Zeghara", de 8 hectares, est situé à l'ouest.
- Le "bois de Dar El-Kheloua", de 5 hectares, est situé au sud-ouest.
- Le "bois de Sidi Bennour", de 7 hectares, est situé au centre.
- Le'"bois de Dar El-Alia", de 18 hectares, est situé au sud.
- Le "bois de Beau-Fraisier", de 4 hectares, est situé au sud.
- Le "bois de la carrière", de 14 hectares, est situé au sud-est.

## Faune
La faune de la forêt est riche en diversité zoologique, ornithologique et entomologique.

### Mammifères

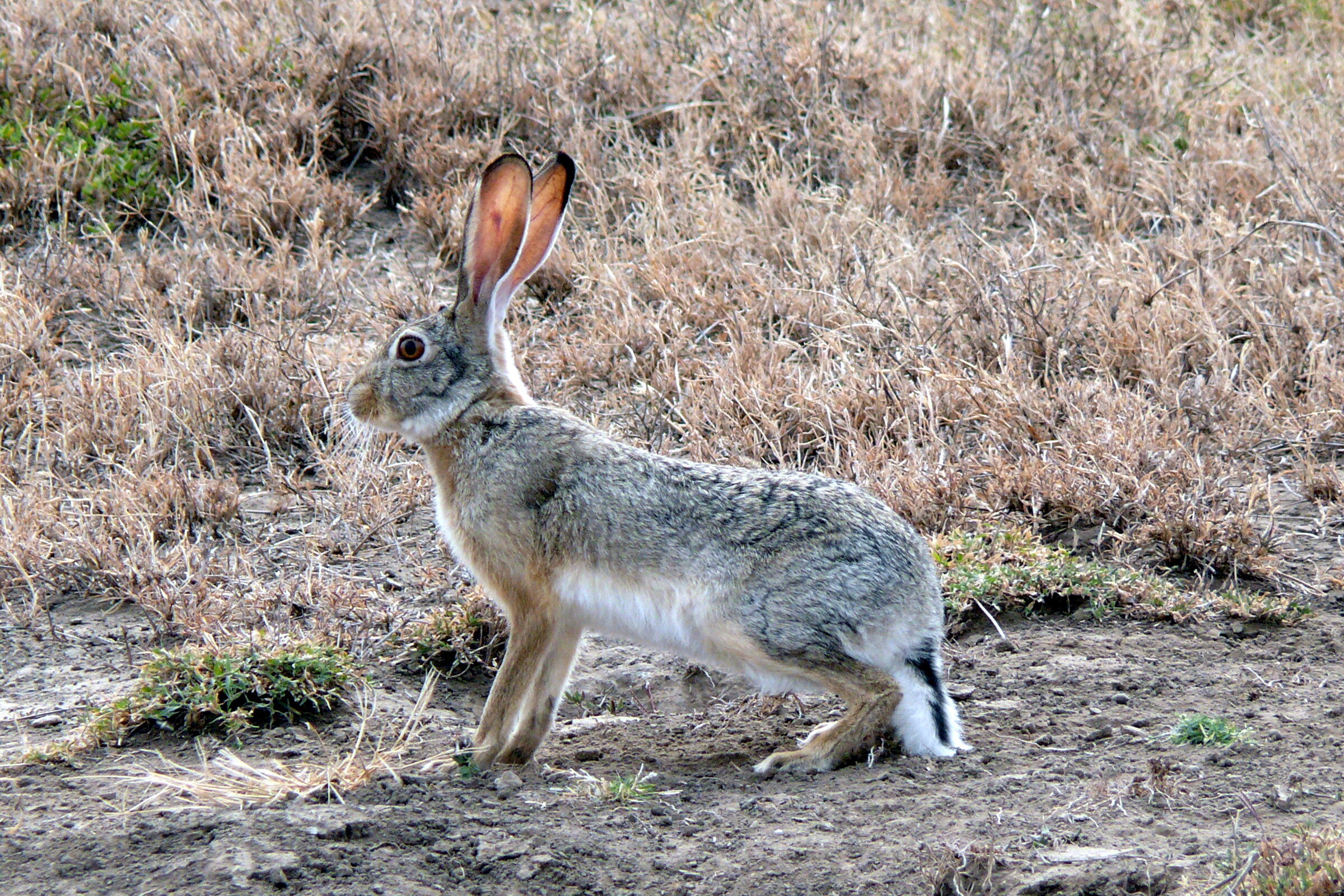
Lièvre du Cap

#### Lapin de garenne
Le lapin de garenne (Oryctolagus cuniculus) est un rongeur lagomorphe dont les effectifs sauvages sont communs en Algérie mais en déclin.

#### Lièvre du cap
Le lièvre du Cap (Lepus capensis) est un lièvre originaire d'Afrique.

## Flore
Cette forêt est peuplée essentiellement de pins d'Alep et de pins maritimes.

## Mosquées

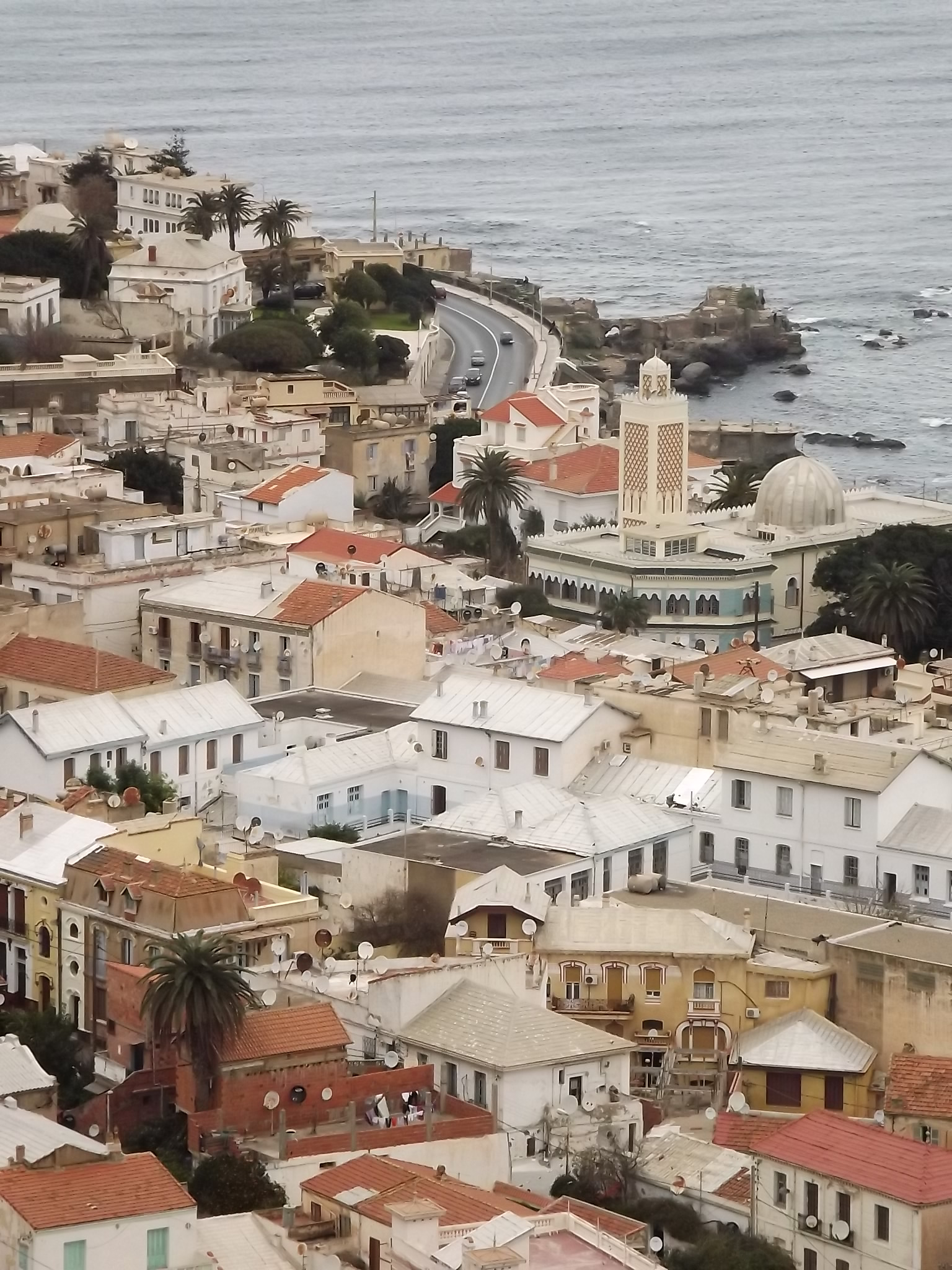
"Mosquée El-Oumma" à Bologhine.

Cette forêt est entourée de plusieurs mosquées.
- '"Mosquée El Oumma" au nord-ouest.
- "Mosquée El-Radjaâ" au nord-ouest.
- "Mosquée El-Falah" au nord-est.
- "Mosquée El-Daâwa" à l'est.
- "Mosquée Khalid ibn al-Walid" à l'ouest.
- "Mosquée Ali ibn Abi Talib" à l'ouest.
- "Mosquée El-Ihsane" à l'ouest.

## Stade Omar Hamadi

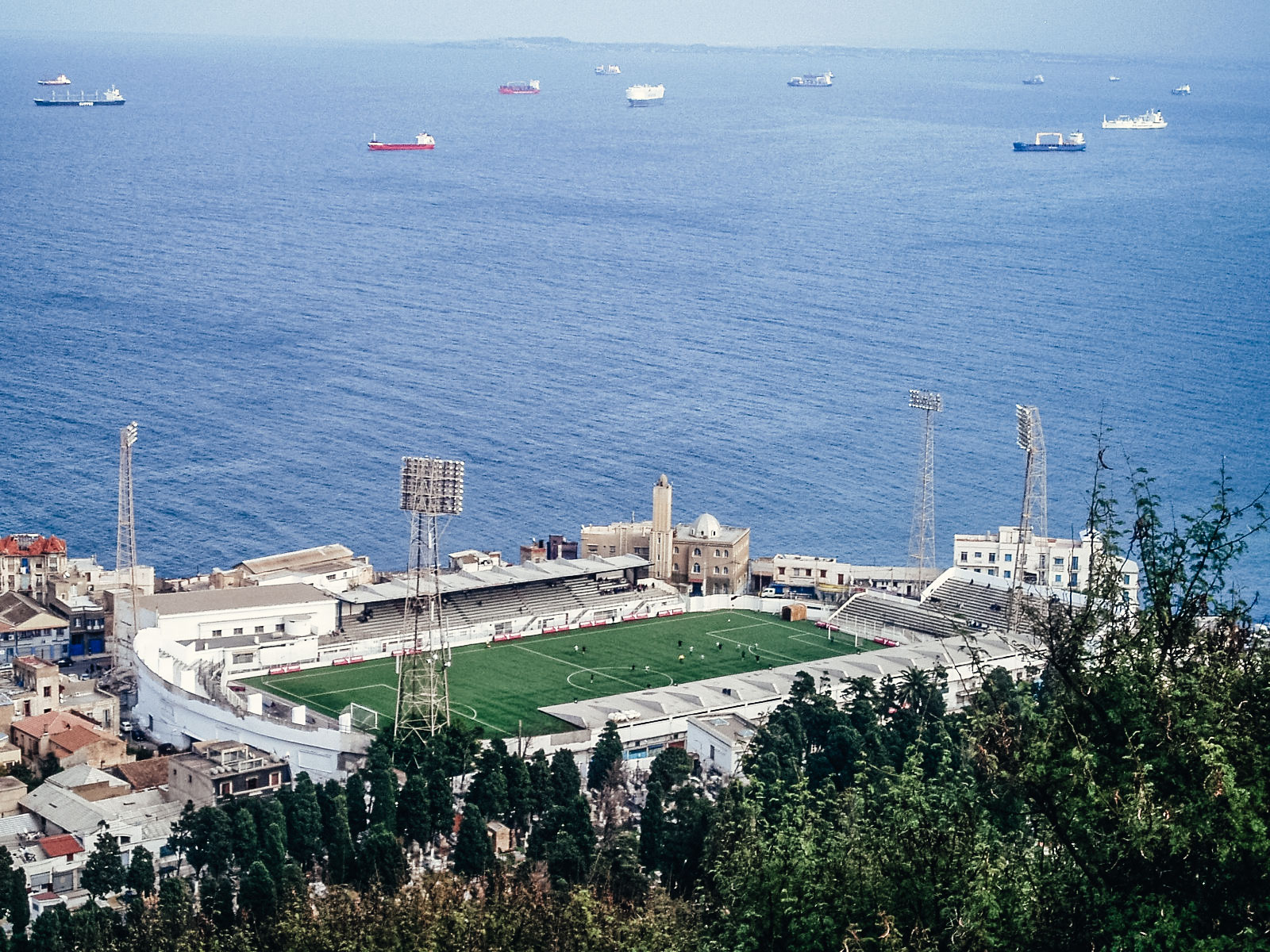
Stade Omar-Hamadi à Bologhine.

Le flanc nord-est de cette forêt jouxte le stade de football Omar-Hamadi inauguré en 1924. Construit en 1935, l'enceinte accueillait alors les rencontres du MC Alger. Depuis l'indépendance de l'Algérie en 1962, le stade est la résidence de l'USM Alger (et du MC Alger, partiellement). Il est bordé par la mer Méditerranée au nord.

## Basilique Notre-Dame d'Afrique

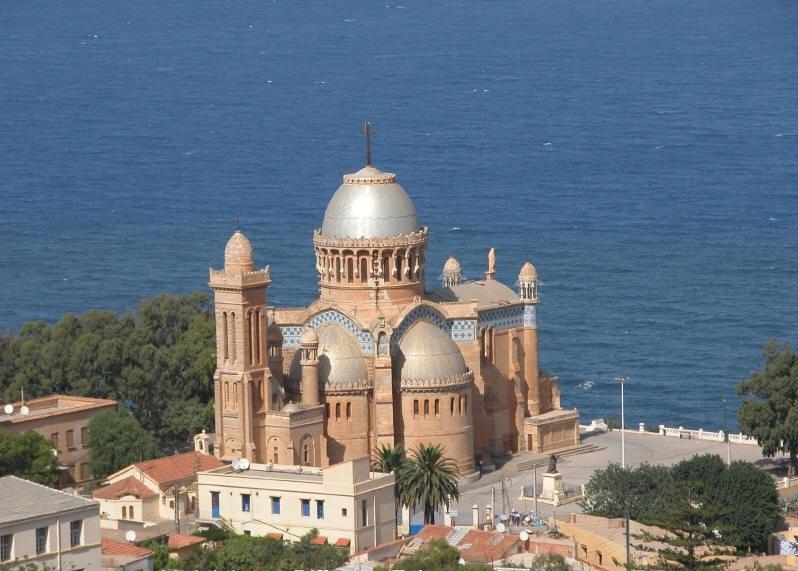
Basilique Notre-Dame d'Afrique de Bologhine.

Cette forêt abrite sur un de ses monticules l'édifice de la Basilique Notre-Dame d'Afrique construite sur un promontoire dominant la mer de 124 m. Elle est accessible par un téléphérique qui porte son nom depuis Bologhine (ex-Saint Eugène). La basilique est surnommée « Madame l’Afrique » ou « Lalla Myriem » par les habitants du voisinage. Elle constitue un « symbole du brassage culturel et de la cohabitation religieuse depuis 160 ans.

## Cimetière Saint-Eugène
Le cimetière Saint-Eugène ou cimetière de Bologhine est un cimetière chrétien et juif situé sur le flanc nord de la forêt de Bologhine. D'une surface de 14,5 hectares, il s'étend au pied de la basilique Notre-Dame d'Afrique, et est entretenu par vingt employés.